# آلیسون لیمریک
آلیسون لیمریک (انگلیسی: Alison Limerick؛ زادهٔ ۱۹۵۹ (۶۵–۶۶ سال)) خواننده-ترانه‌پرداز اهل بریتانیا است. وی از سال ۱۹۸۰ میلادی تاکنون مشغول فعالیت بوده است.